# Puchar Rumunii w Rugby Union Mężczyzn 2015
Puchar Rumunii w Rugby Union Mężczyzn 2015 – sześćdziesiąta dziewiąta edycja Cupa României w rugby union. Zarządzane przez Federațiă Română de Rugby zawody odbywały się w dniach 19 września–4 października 2015 roku. Obrońcą tytułu był zespół RCM Timișoara.
Rozgrywki zostały przeprowadzone nowym systemem – uczestniczyło w nim jedynie sześć zespołów obecnego sezonu Superligi, które rywalizowały w trzyrundowej fazie pucharowej. Czołowa dwójka ligowej tabeli – według stanu na 30 maja 2015 roku – awansowała bezpośrednio do półfinałów, pozostałe cztery drużyny walczyły w rundzie wstępnej o kolejne dwa miejsca. Drużyny pozbawione były zawodników powołanych do składu na Puchar Świata w Rugby 2015.
Do półfinałów awansowały zespoły Olimpii oraz Baia Mare, które w półfinałach uległy wyżej rozstawionym rywalom. W finałowym pojedynku lepsi od Steauy Bukareszt lepsi po dogrywce okazali się zawodnicy RCM Timișoara broniąc tym samym tytułu sprzed roku.

## Faza pucharowa
|  |          |                              |          |   |                    |                  |                             |           |                    |                    |        |        |        |
|  | Play-off | Play-off                     | Play-off |   |                    | Półfinały        | Półfinały                   | Półfinały |                    |                    | Finały | Finały | Finały |
|  | Play-off | Play-off                     | Play-off |   |                    | Półfinały        | Półfinały                   | Półfinały |                    |                    | Finały | Finały | Finały |
|  |          |                              |          |   |                    |                  |                             |           |                    |                    |        |        |        |
|  |          |                              |          |   |                    |                  |                             |           |                    |                    |        |        |        |
|  |          |                              |          | 1 | Timișoara Saracens | 34               |                             |           |                    |                    |        |        |        |
|  |          |                              |          | 1 | Timișoara Saracens | 34               |                             |           |                    |                    |        |        |        |
|  | 4        | CSM Olimpia Bukareszt        | 20       |   |                    | 5                | CSM Olimpia Bukareszt       | 13        |                    |                    |        |        |        |
|  | 4        | CSM Olimpia Bukareszt        | 20       |   |                    | 5                | CSM Olimpia Bukareszt       | 13        |                    |                    |        |        |        |
|  | 5        | Dinamo Bukareszt             | 10       |   |                    |                  |                             |           | Timișoara Saracens | Timișoara Saracens | 17     |        |        |
|  | 5        | Dinamo Bukareszt             | 10       |   |                    |                  |                             |           | Timișoara Saracens | Timișoara Saracens | 17     |        |        |
|  |          |                              |          |   |                    | Steaua Bukareszt | Steaua Bukareszt            | 14        |                    |                    |        |        |        |
|  |          |                              |          |   |                    | Steaua Bukareszt | Steaua Bukareszt            | 14        |                    |                    |        |        |        |
|  |          |                              |          | 2 | Steaua Bukareszt   | 12               |                             |           |                    |                    |        |        |        |
|  |          |                              |          | 2 | Steaua Bukareszt   | 12               |                             |           |                    |                    |        |        |        |
|  | 3        | CSM Universitatea Baia Mare  | 26       |   |                    | 3                | CSM Universitatea Baia Mare | 10        |                    |                    |        |        |        |
|  | 3        | CSM Universitatea Baia Mare  | 26       |   |                    | 3                | CSM Universitatea Baia Mare | 10        |                    |                    |        |        |        |
|  | 6        | CS Universitatea Cluj-Napoca | 18       |   |                    |                  |                             |           |                    |                    |        |        |        |
|  | 6        | CS Universitatea Cluj-Napoca | 18       |   |                    |                  |                             |           |                    |                    |        |        |        |

| 19 września 201511:00 | CSM Olimpia Bukareszt | 20:10 | Dinamo Bukareszt | Stadionul Olimpia, Bukareszt |
| 19 września 201511:00 |                       | 20:10 |                  | Stadionul Olimpia, Bukareszt |

| 19 września 201511:00 | CSM Universitatea Baia Mare | 26:18 | CS Universitatea Cluj-Napoca | Stadionul Lascăr Ghineț, Baia Mare |
| 19 września 201511:00 |                             | 26:18 |                              | Stadionul Lascăr Ghineț, Baia Mare |

| 25 września 201516:30 | Timișoara Saracens | 34:13 | CSM Olimpia Bukareszt | Stadionul Gheorghe Rășcanu, Timișoara |
| 25 września 201516:30 |                    | 34:13 |                       | Stadionul Gheorghe Rășcanu, Timișoara |

| 26 września 201516:30 | Steaua Bukareszt | 12:10 | CSM Universitatea Baia Mare | Ghencea, Bukareszt |
| 26 września 201516:30 |                  | 12:10 |                             | Ghencea, Bukareszt |

| 4 października 201518:30 | Timișoara Saracens | 17:14 | Steaua Bukareszt | Stadionul Emil Alexandrescu, Jassy |
| 4 października 201518:30 |                    | 17:14 |                  | Stadionul Emil Alexandrescu, Jassy |